# دهستان ترجان
دهستان ترجان نام دهستانی در بخش مرکزی شهرستان سقز، استان کردستان در ایران است. براساس سرشماری مرکز آمار ایران در سال ۱۳۸۵، جمعیت آن ۵۰۳۰ نفر (۹۴۶ خانوار) بوده است.

## مردم
مردم این دهستان کُرد هستند و زبانشان کُردی سورانی مکریانی است. با اینکه این دهستان و روستاهای آن از نظر اداری از توابع سقز محسوب می‌شوند اما مردم آن برای امرارمعاش، زندگی، تحصیل و مهاجرت به بوکان می‌روند و خود را جزو مردم شهرستان بوکان می‌دانند. تنها برای امور اداری به سقز مراجعه می‌کنند.